# ابوالقاسم بهبهانی
ابوالقاسم بهبهانی سیاست‌مدار، صنعتگر، سرمایه‌دار و مدیر اجرایی ایرانی بود، که در دوره یازدهم مجلس شورای ملی بعنوان نماینده شوشتر از استان خوزستان در مجلس شورای ملی حضور داشت.
ابوالقاسم بهبهانی از برادران بهبهانی بود که نمایندگی شرکت امریکایی جنرال الکتریک را در ایران در اختیار داشتند. او در سال ۱۳۲۶ به نمایندگی از شوشتر به مجلس شورای ملی را یافت. وی در سال ۱۳۳۳ شرکت جنرال مکانیک ایران را بنیان گذاشت.